# Jigsaw Falling into Place
Jigsaw Falling into Place è un singolo dei Radiohead, estratto dal loro album del 2007 In Rainbows. La canzone è stata estratta come primo singolo dall'album il 14 gennaio 2008, scritta da Thom Yorke e Jonny Greenwood.
La canzone era inizialmente intitolata Open Pick, titolo provvisorio quando il brano è stato suonato per le prime volte durante il tour dei Radiohead del 2006.

## Tracce
7"
1. Jigsaw Falling into Place
2. Videotape (Live From The Basement)

CD
1. Jigsaw Falling into Place – 4:09
2. Down is the New Up (Live from The Basement) - 5:07
3. Last Flowers (Live from The Basement) – 4:11

## Videoclip
Il video di Jigsaw Falling into Place, girato in bianco e nero vede i cinque membri dei Radiohead eseguire il brano in una sala. Il video è stato diretto da Adam Buxton e Garth Jennings ed è stato postato sul canale YouTube del gruppo il 28 novembre 2007. È il primo video del gruppo ad avere protagonisti tutti e cinque i membri dei Radiohead, dai tempi del video di Idioteque del 2000.

## Riconoscimenti
Il settimanale di informazione TIME ha collocato Jigsaw Falling into Place al 5º posto nella classifica delle 10 migliori canzoni del 2007.

## Classifiche
| Classifica (2008)               | Posizione massima |
| ------------------------------- | ----------------- |
| Belgio (Fiandre)                | 62                |
| Belgio (Vallonia)               | 63                |
| Francia                         | 55                |
| Regno Unito                     | 30                |
| Stati Uniti (adult alternative) | 14                |